# Galopprennbahn Mülheim
Die Galopprennbahn Mülheim ist ein weitflächiges Areal am Raffelbergpark im Stadtteil Speldorf in Mülheim an der Ruhr. Betreiber ist der Rennclub Mülheim a. d. Ruhr.

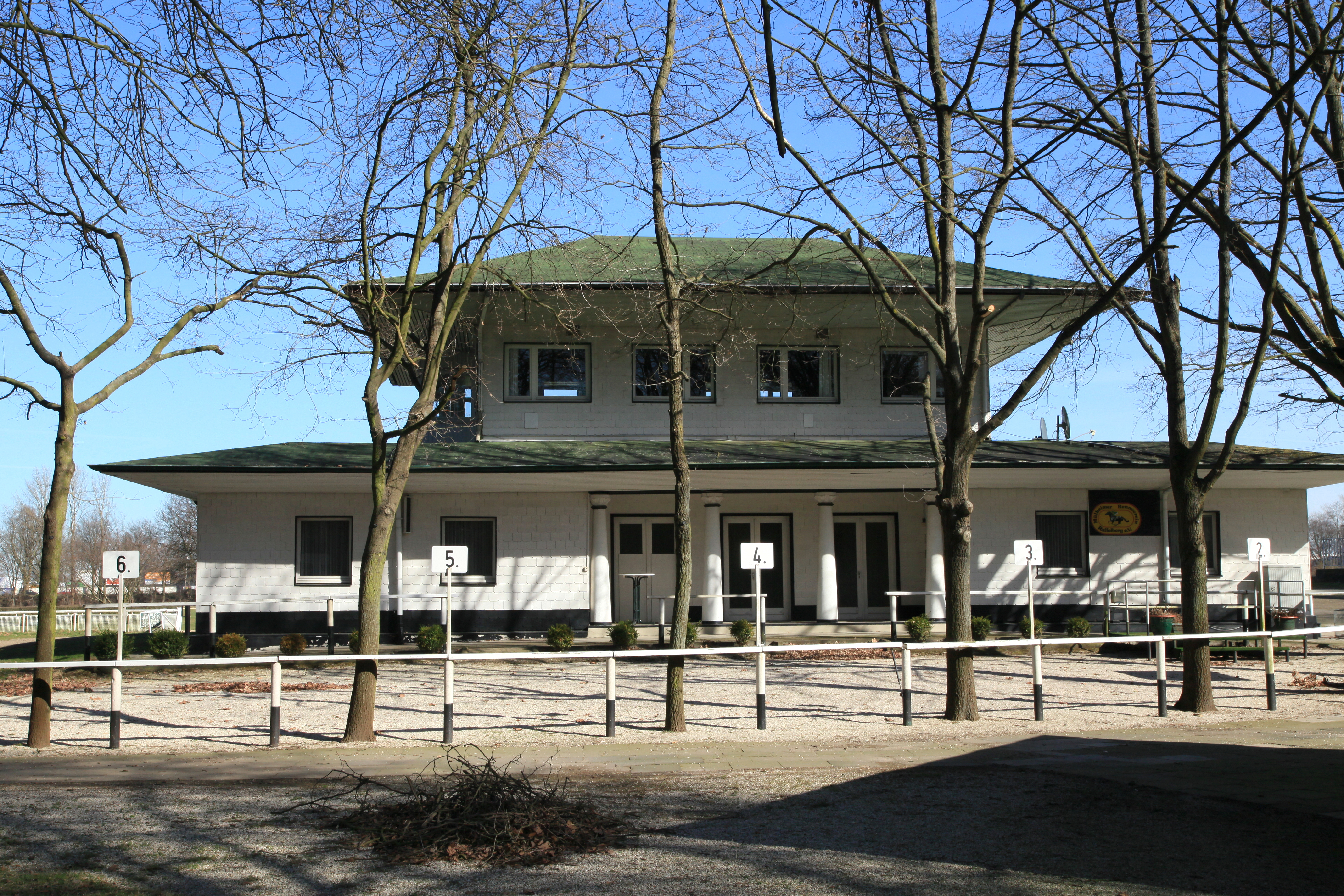
Galopprennbahn Mülheim, Eingangsgebäude Akazienallee

## Anlage
Die Anlage liegt südlich der Ruhr angrenzend an die Ruhrorter Straße. Das Oval hat eine Ausrichtung in Nordwest-Südost-Richtung, auf welchem im Rechtskurs (im Uhrzeigersinn) gelaufen wird. Der Zugang für Besucher erfolgt über die Akazienallee, der Haupteingang liegt an der Straße An der Rennbahn. Das Oval hat eine Gesamtlänge von etwa 2000 Metern. Die Anlage verfügt neben dem Geläuf über eine Gras- und eine Sandtrainingsbahn. Neben dem Waagegebäude und den Sattelboxen am Führring verfügt die Anlage über zwei Tribünen mit der unterhalb Tribüne 1 befindlichen Wetthalle. In der Nähe des Waagegebäudes gibt es das Turfcafé mit einer Außenterrasse und ein Kinderspielplatz.
eine 40 mal 60 Meter große Reithalle.

## Geschichte

### Vorgeschichte
Die ersten Pferderennen in Mülheim an der Ruhr gehen auf die 1863 gegründete Localabtheilung Mülheim a. d. Ruhr des Landwirtschaftlichen Vereins für Rheinpreußen zurück. Diese führte Reiterfeste durch, bei welchen interne Pferderennen auf abgeernteten Ackerflächen durchgeführt wurden. Auf einer Generalversammlung kam es am 11. April 1885 zur Gründung des Reiter-Vereins der Localabtheilung Mülheim a. d. Ruhr. Dieses Datum kann als Gründung des späteren Mülheimer Rennvereins angesehen werden.

### Vor dem Ersten Weltkrieg
Die ersten Rennen wurden am 20. September 1885 im Rahmen einer Landwirtschaftsausstellung veranstaltet. Als Rennplatz diente ein Grundstück im Haagerfeld im Stadtteil Broich. 1886 wurde eine versetzbare Holztribüne gebaut.
1887 wurden die Rennen auf die Schönnenbeckschen Wiesen auf das rechte Ruhrufer verlegt. In diesem Jahr fand zum ersten Mal ein Hindernisrennen über die Distanz von 3000 Meter statt. Auf der Generalversammlung am 29. September 1987 teilte sich der Verein in zwei selbständige Vereine auf, den „Landwirtschaftlichen Verein“ und den „Mülheimer Reiterverein“.
Am 16. September 1888 fanden die ersten Rennen statt. Leihweise stellte der Wuppertaler Rennverein seine Totalisatormaschinen und das dafür erforderliche Personal zur Verfügung.
1891 wurde durch Regierungsbeschluss der Totalisatorbetrieb verboten. 1893 verlegte man den Rennplatz auf die Kleinkemmschen Wiesen in Saarn. Die Anbindung des Rennplatzes an den öffentlichen Personennahverkehr wurde verbessert. Ab 1897 gab es eine Fährverbindung von der Schleuse zum Anleger des Rennplatzes, es bestand außer dem nahegelegenen Bahnhof Saarn eine Straßenbahnverbindung zwischen Oberhausen und Kahlenberg. Wegen der Hochwasserprobleme des Platzes wurde die Errichtung einer festen Anlage nicht gestattet. 1909 fusionierte der neugegründete Duisburger Rennverein mit dem Mülheimer Reiter- und Rennverein, und es wurde ein durch Pachtland erweiterter Rennplatz in Speldorf in unmittelbarer Nähe zu Duisburg geplant.
Die neue Vereinssatzung wurde am 25. Januar 1910 verabschiedet. Am Raffelberg begannen die Bauarbeiten zu der neuen Anlage. Mit Einweihung der neuen Rennbahn feierte der Rennverein  am 29. September 1910 sein 25-jähriges Bestehen und die ersten Rennen wurden durchgeführt.
Im Folgejahr wurde die Saison auf insgesamt sieben Renntage erweitert. 1911 wurde der Mülheim-Duisburger-Rennverein beim Königlichen Amtsgericht der Stadt Mülheim a. d. Ruhr eingetragen. Im Jahr 1912 trat der Verein dem „Kartell Westdeutscher Rennvereine“ bei.
Mit Ausbruch des Ersten Weltkriegs wurde der Rennbetrieb eingestellt. Im Deutschen Reich wurden vorerst keine Galopprennen mehr durchgeführt.

### Erster Weltkrieg
Für das Jahr 1915 wurden dem Kartell Westdeutscher Rennvereine seitens der Preußischen Regierung sechs Renntage zugebilligt, welche allesamt in Neuss stattfanden. Für das Jahr 1916 wurden dem Kartell 33 Veranstaltungen bewilligt, an denen auch Mülheim beteiligt wurde. Die Austragungsstätte der Mülheimer Rennen war allerdings die Galopprennbahn Neuss. Auch für das Jahr 1917 wurde dem Mülheim-Duisburger –Rennverein e.V. die Durchführung von Rennveranstaltungen gestattet, welche erneut in Neuss durchgeführt wurden. Im letzten Kriegsjahr gab es ebenfalls keine Rennen in Mülheim, denn die Haupttribüne und das Betriebsgebäude brannten ab. Die fünf dem Kartell bewilligten Renntage führte der Essen-Horster-Rennverein auf der Galopprennbahn Gelsenkirchen-Horst durch.
Das erste Rennen nach dem Krieg fand 1919 statt. Zur Neueröffnung der Bahn wurde nach umfangreichen Erdarbeiten der Linkskurs in einen Rechtskurs umgestellt.

### Von 1920 bis 1945
1920 startete das erste Rennen am Raffelberg. Am 19. Juni 1921 wurden die neuen Tribünen und Betriebsgebäude eingeweiht. In der Folge erwirtschaftete der Verein im Zuge der Inflationen Defizite. Nach dem Einmarsch französischer Truppen ins Rheinland fusionierten das Kartell Westdeutscher Rennvereine und der Verein Westdeutscher Rennstallbesitzer. zu einer Notgemeinschaft. Zur Reduzierung der Kosten wurden die Renntermine im westdeutschen Raum unter den beteiligten Vereinen abgesprochen.
Ab 1926 wurden die Renntage kontinuierlich wieder erweitert.
Da der Pachtvertrag für das Rennbahngelände auslief, bildete der Verein eine Betriebsgemeinschaft mit dem Düsseldorfer-Reiterverein. Ein Neubau der Anlage in Calcum stand zur Debatte. 1928 brannte eine Tribüne des Rennplatzes ab, und der Rennverein musste seine Renntage auswärts durchzuführen. Sechs Renntage wurden auf der Galopprennbahn Düsseldorf, je zwei auf der Galopprennbahn Gelsenkirchen-Horst und der Galopprennbahn Krefeld durchgeführt. Durch den Beschluss des Stadtrats, das Gelände am Raffelberg zu kaufen, war der Fortbestand der Rennen in Speldorf gesichert.
Das Pfingstmeeting 1929 fand wieder auf der heimischen Rennbahn. Im selben Jahr wurden moderne Startanlagen installiert.
Auf der Rennbahn wurde das Geläuf verbreitert, ein neuer, schwerer Hinderniskurs geschaffen und ein kleiner See angelegt. Der neu geschaffene Freiplatz wurde in Volksplatz umbenannt, auf welchem Männer nun das Eintrittsgeld von 30 Rpf (Reichspfennig) zu entrichten hatten, dafür allerdings ein Rennprogramm erhielten. Der Erlös dieser Eintrittsgelder wurde als Spende zur ‚Förderung der nationalen Arbeit‘ abgeführt. Im Juli 1933 wurde ein Sportfest auf dem Gelände ausgerichtet.
Der Einfluss der Nationalsozialisten auf Verbände und Vereine nahm auch in Mülheim zu. Paul Lembke trat 30 Jahren als Vorsitzender zurück, sein Nachfolger wurde der neu gewählte Oberbürgermeister Wilhelm Maerz. Am 16. Mai 1934 wurde erstmalig ein Trabrennen auf der Rennbahn am Raffelberg gestartet. Knapp sechs Wochen später gab es den ersten kombinierten Flug-Renntag in Deutschland, bei welchem ein Segelfluggeschwader und eine Fallschirmspringerin die Veranstaltung bereicherten. Die zehn geplanten Renntage der Saison wurden um drei weitere Winterrenntage erweitert. Mit der am 26. Dezember 1934 durchgeführten Veranstaltung wurden zum ersten Mal in Deutschland Rennen an einem Weihnachtstag durchgeführt.
Sechs Tage später gab es den ersten Neujahrsrenntag in Deutschland. Am 1. Mai 1935 übernahm der Rennverein die Ausrichtung des ersten Amateur-Rennreitertages in Westdeutschland. Das Jubiläumsmeeting zum 50-jährigen Bestehen des Rennvereins wurde auf den 4. September gelegt. 1936 erhielt der Verein seitens der Obersten Behörde für Vollblutzucht in Berlin rinr Sonderzuwendung von 10.000 RM für den Ausbau der Hindernisbahn. Hieraus resultierte der Preis der OBV (Oberste Behörde für Vollblutzucht), ein Jagdrennen über die Renndistanz von 4600 Meter.
Trotz Ausbruch des Krieges 1939 gab es wieder Winterrennen, welche am 10. Dezember 1939 die deutsche Rennsaison beendeten. Die Rennsaison am Raffelberg wurde auf sieben Renntage gekürzt.
Das Rennjahr 1941 begann mit dem Pfingstrenntag. Durch die Luftangriffe auf Duisburg und Mülheim erlitten die Anlagen am Raffelberg im Jahr 1942 schwere Beschädigungen. Die Trainingsställe von August Wirtz sowie Josef Hofmanns erlitten schwere Verluste, viele Pferde wurden getötet. Ab 1943 fanden im Rheinland nur noch Rennen an Sonn- und Feiertagen auf der Galopprennbahn Düsseldorf und der Galopprennbahn Köln statt. Die Anzahl der Zuschauer war aus Sicherheitsgründen beschränkt. Auch im Folgejahr gab es keine Rennen am Raffelberg. Nach Luftangriffen auf die Galopprennbahn Düsseldorf wurde der Rennbetrieb in Westdeutschland endgültig eingestellt.

### Nachkriegszeit
Die Anlage am Raffelberg hatte unter den Luftangriffen sowie Plünderungen arg gelitten. Auch der Pferdebestand war in Deutschland durch Kriegsverluste und Abtransporte ins Ausland stark dezimiert worden. Die ersten Rennen in Deutschland fanden auf den sächsischen Rennbahnen statt.
Nachdem Düsseldorf und Köln mit jeweils zwei Veranstaltungen den Rennbetrieb wieder aufgenommen hatten, fand am Raffelberg das erste Rennen am 27. Oktober 1946 statt. Oberstadtdirektor Josef Poell wurde zum Vereinspräsidenten gewählt.
Die Rennsaison 1947 umfasste am Raffelberg 14 Renntage, von denen sechs vom Essen-Horster-Rennverein durchgeführt wurden, da die Galopprennbahn Gelsenkirchen-Horst kriegsbeschädigt immer noch keinen Rennbetrieb zuließ. Am 2. September wurde der Mülheim-Duisburger-Rennverein in Rennverein Raffelberg (Mülheim, Duisburg, Oberhausen) e. V. umbenannt.
Nach langen Verhandlungen gelang es Geschäftsführer Karl-Heinz Busch Deutschlands ältestes klassisches Rennen an den Raffelberg zu bekommen. Der Preis der Diana sollte nun das Jahreshauptereignis in Mülheim werden. Auch 1948 war der Essen-Horster-Rennverein e.V. dazu gezwungen, seine Renntage am Raffelberg abzuhalten.
Das Rennjahr 1949 umfasste am Raffelberg insgesamt 19 Renntage, wovon jeweils einer vom Nahetal-Rennverein Bad Kreuznach und einer vom Neusser Reiter- und Rennverein veranstaltet wurden.  Auf den westdeutschen Galopprennbahnen wurde die Serienwette eingeführt.

#### 1950 bis 1970

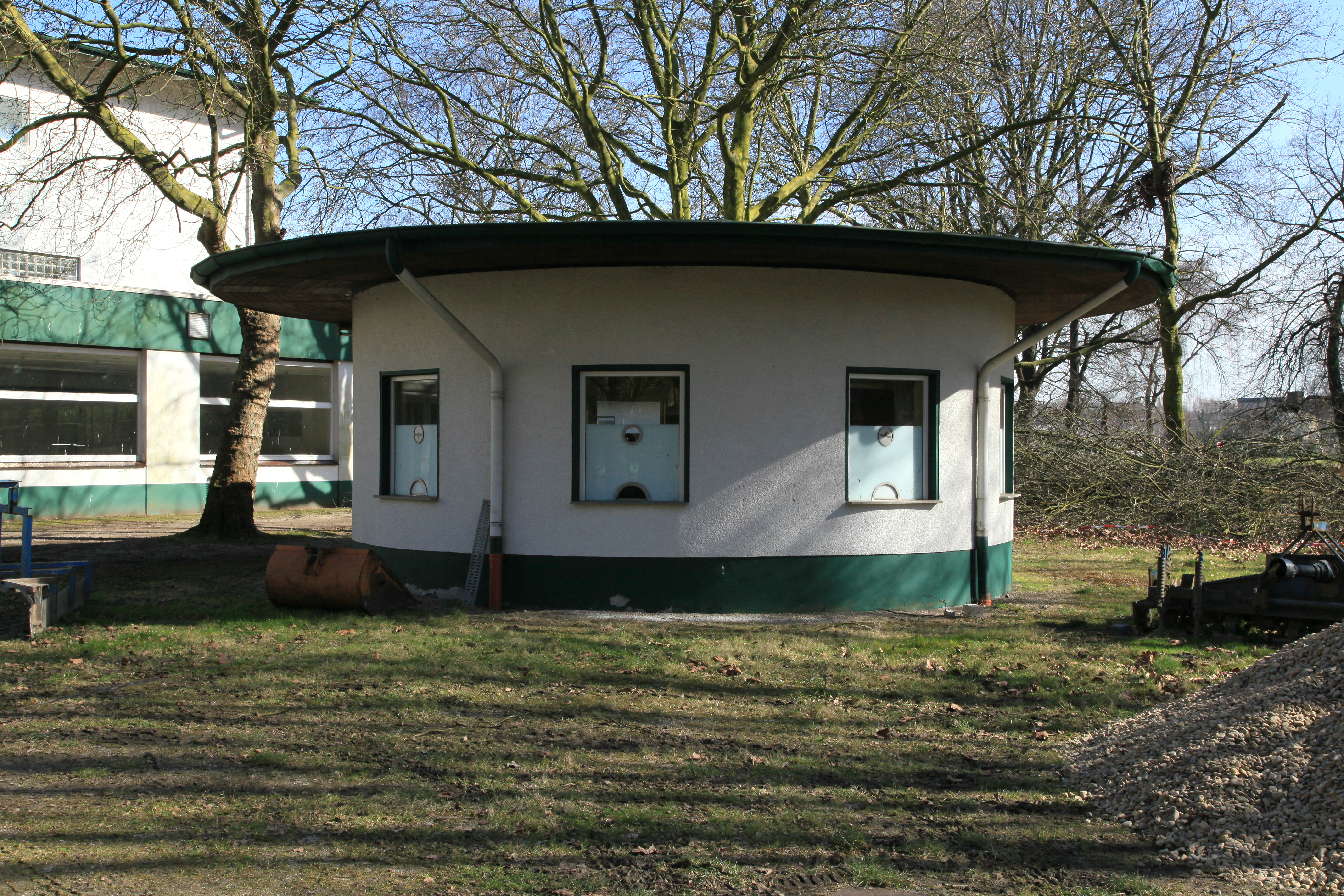
Totalisator vor Tribüne 2

Finanziell geriet der Rennverein in eine Schieflage. Trotzdem hielt man am hohen Niveau der Rennpreise fest, und auch die Kosten zur Beseitigung von Kriegsschäden führten 1952 zu einem negativen Jahresergebnis. Im Laufe des Jahres verstarb Vereinspräsident Josef Poell und Oberstadtdirektor Bernhard Witthaus trat die Nachfolge an.
1954 wurde Erich Seegere als ehrenamtlicher Geschäftsführer eingesetzt. Die Schulden des Vereins betrugen inzwischen 220.000 DM. Durch Sparmaßnahmen und Reduzierung der Renntage konnte der Verein seine Finanzen konsolidieren. 1958 schrieb der Verein wieder schwarze Zahlen, und 1959 gab es wieder 18 Renntage.
In den 1960er Jahren gab es immer wieder Probleme mit der Überflutung der Rennbahn und kostspieligen Sanierungen, die zum Teil von der Stadt Mülheim bezuschusst weruden.
1966 übernahm Oberstadtdirektor Heinz Heiderhoff den Vorsitz im Mülheimer Rennverein. Durch die Installierung neuartiger Startmaschinen wurde Rennbahn modernisiert das Eennbahnfernsehen eingeführt.
Die wirtschaftliche Lage des Rennvereins hatte sich inzwischen so gestärkt, dass die Rennpreise weiter angehoben werden konnten.
In der Saison 1972 wurden erstmalig über eine Million Mark an Rennpreisen ausgeschrieben.
Während der Saison 1974 wurden auf der Mülheimer Rennbahn umfangreiche Renovierungsarbeiten durchgeführt. Der Preis der Diana war erstmalig mit 100.000.- DM dotiert. Siegreich war Loisach unter Jockey Harro Remmert. Im Herbst gewann Aldebaran vor 15.000 Zuschauern das Silberne Band der Ruhr und brachte den Wanderpokal in den Besitz des Gestüts Schlenderhan. In der Jahresbilanz gab es zum ersten Mal einen achtstelligen Totalisatorumsatz.
Die Saison 1977 umfasste insgesamt 20 Renntage, Saisonstart war der 27. Februar.
Nachfolger von Erich Seeger als Geschäftsführer wurde Wilfried Schnitzler, der umfangreiche Umbauarbeiten auf dem Rennbahngelände durchzuführen hatte. Im Zuge der Modernisierung mussten die Anlagen für die Einführung des Elektronentotos vorbereitet werden. Die Arbeiten umfassten u. a. den Bau eines neuen Totalisatorgebäudes mit 17 Wettschaltern neben der Tribüne 2 sowie die Errichtung eines runden Totalisatorgebäudes vor der Tribüne 2. Ein neues Stallgebäude mit 32 Boxen und eine neue Reithalle wurden errichtet.

#### 1980er Jahre
Neuer Vereinspräsident wurde 1980 Oberstadtdirektor Heinz Hager. Die Umbauarbeiten auf dem Rennbahngelände zogen sich bis in die Mitte des Jahres hin. Am 2. August hatte der Elektronentoto Premiere, und das aufwendige manuelle Auswerten der Wettscheine endete. An 142 Terminals konnten nun Wetten aller Wettarten angelegt werden (vgl. hierzu Galopprennbahn Gelsenkirchen-Horst – manueller Wettbetrieb / Wettbetrieb mit Elektronentoto). Die Saison 1981 umfasste am Raffelberg erstmalig 23 Renntage.
Die allgemeine Wirtschaftskrise, insbesondere am Stahlstandort Duisburg, sowie die steigenden Arbeitslosenzahlen sorgten für rückläufige Umsätze am Totalisator. Da der Rennverein immer noch ohne einen Mäzen wirtschaften musste, war man gezwungen, die Rennpreise zurückzufahren.
Im April 1989 vernichtete ein Feuer in der Trainingszentrale den Rennstall von Michael Trybuhl.

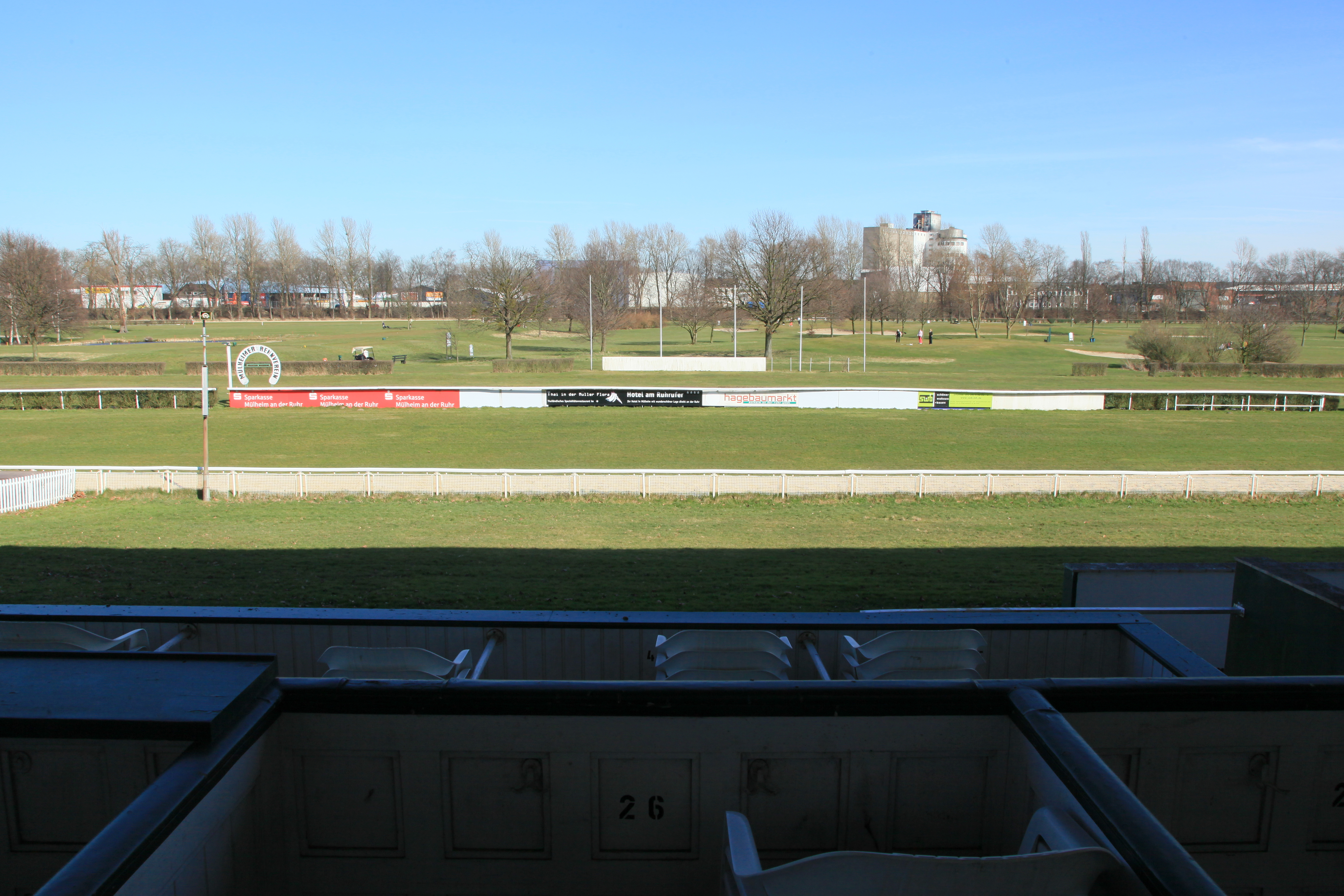
Galopprennbahn, im Hintergrund der Golfplatz, 2015

#### 1990er Jahre bis 2000er Jahre
1995 wurde die neue Wetthalle der Tribüne 1 ihrer Bestimmung übergeben. Die Kosten hatten sich auf rund 1,3 Millionen DM belaufen. Besucherzahlen und Umsätze waren rückläufig. Der seit 1980 tätige Vereinspräsident Heinz Hager übergab 1999 sein Amt an Sparkassenvorstandmitglied Bodo Seibel. Die im Innenraum befindliche Jagdbahn wurde zur Errichtung einer Golfanlage aufgegeben, welche im Folgejahr eingeweiht wurde.
Ab 2004 sah sich der Verein zu einem Konsolidierungskurs gewuingen. Der Pachtvertrag mit der Stadt wurde in einen Erbbau-Pachtvertrag überführt. In der Saison 2009 wurden nur noch drei Renntage durchgeführt. 2017 wurde die Trainingszentrale geschlossen und nur noch drei Renntage pro Jahr abgehalten. Mitte des Jahres gründete sich eine Bürgerinitiative zum Erhalt des Rennvereins. Trotzdem musste der Mülheimer Rennverein Raffelberg im Oktober 2017 Insolvenz anmelden.

### Neugründung
14 Rennsportfreunde gründeten am 2. Dezember 2017 den Rennclub Mülheim e. V.., Vereinspräsident wurde Karl-Dieter Ellerbracke. Im Februar 2018 wurden die Anlagen am Raffelberg nach Zustimmung der Stadt Mülheim an der Ruhr durch den Insolvenzverwalter des alten Rennvereins an den neuen Betreiber übergeben. Mit neuem Konzept und einem Businessplan wurden die Anlagen instand gesetzt und in kurzer Zeit 120.000 € investiert. Am 3. April fand das erste Rennen des neuen Rennclubs statt.
Zum Jahreswechsel 2018/2019 wurde das seit über 100 Jahren gängige Dezimalsystem zur Quotenberechnung dem in Frankreich und England üblichen Einersystem angepasst.
Nach dem Wegfall der Galopprennbahn Neuss wurden in Mülheim wieder Winterrennen ins Jahresprogramm aufgenommen.

## Nachweise
1. 1 2 3  Rennclub Mülheim an der Ruhr e. V. Rennclub Mülheim e. V., abgerufen am 2. Dezember 2021.
2. 1 2 3 4 5 6 7 8 9 10 11 12 13 14 15 16 17 18 19 20 21 22  Mülheimer Rennverein Raffelberg e.V. (Hrsg.): 100 Jahre Mülheimer Rennverein Raffelberg e.V. Selbstverlag - Druckerei Gebr. Laws, Mülheim an der Ruhr 1985, S. 1 ff.
3. 1 2 3 4  Historie der Rennbahn Raffelberg. Rennclub Mülheim e. V., archiviert vom Original (nicht mehr online verfügbar) am 2. Dezember 2021; abgerufen am 2. Juni 2021.  Info: Der Archivlink wurde automatisch eingesetzt und noch nicht geprüft. Bitte prüfe Original- und Archivlink gemäß Anleitung und entferne dann diesen Hinweis.